# Abimael de Sousa Lacerda
Abmael de Sousa Lacerda, mais conhecido como Dr. Verissinho (Pombal, 26 de maio de 1954), é um médico e político brasileiro.
Filho de Álvaro José de Lacerda-Veríssimo e Anália de Sousa Lacerda. É formado em medicina pela Universidade Federal da Paraíba-Campus I, turma de dezembro de 1979, casado com Mayenne Van Bandeira Lacerda, sem filhos.
Foi Prefeito por 8 anos. Também por uma vez elegeu-se Deputado Estadual.
Hoje é Prefeito de Pombal Novamente sendo eleito com 10.667 votos em 2016.<http://g1.globo.com/pb/paraiba/eleicoes/2016/apuracao/pombal.html/>
Dr. Verissinho, como é mais conhecido tem como propósito de vida a doação a Pombal, crendo que é uma missão que Deus lhe presenteou. Motivado pela certeza de que Pombal pode ser uma cidade cada dia mais evoluída, reitera o compromisso de um governo municipal sério, honesto, transparente, que tem como premissa a lisura governamental de respeito ao povo e ao erário público.
Atualmente é reconhecido, no seu mandato, pela qualidade na educação https://tce.pb.gov.br/noticias/tce-pb-a-rede-municipal-de-pombal-e-reconhecida-pelo-estudo-201ceducacao-que-faz-a-diferenca201d. A rede municipal de educação de Pombal, no Estado da Paraíba, é uma das reconhecidas pelo estudo “Educação que Faz a Diferença”, elaborado pelo Comitê Técnico da Educação do Instituto Rui Barbosa (CTE-IRB) com o Interdisciplinaridade e Evidências no Debate Educacional (Iede) e os 28 Tribunais de Contas do País com jurisdição na esfera municipal. A pesquisa foi lançada na quinta-feira (25) e revela as práticas mais comuns adotadas pelas redes com bons resultados.
Na sua gestão também foi premiado Prefeito Amigo da Criança, pela implantação de ações e políticas que resultem em avanços e transformações positivas na garantia dos direitos das crianças e dos adolescentes.http://www.prefeitoamigo.org.br/